# Cidariophanes
Cidariophanes är ett släkte av fjärilar. Cidariophanes ingår i familjen mätare.

## Dottertaxa tillCidariophanes, i alfabetisk ordning[1]
- Cidariophanes albimargo
- Cidariophanes brigitta
- Cidariophanes canopus
- Cidariophanes daphnea
- Cidariophanes earina
- Cidariophanes edaxaria
- Cidariophanes exadaria
- Cidariophanes fulminea
- Cidariophanes guaparia
- Cidariophanes incaria
- Cidariophanes incondita
- Cidariophanes indentata
- Cidariophanes ischnopterata
- Cidariophanes joya
- Cidariophanes lucida
- Cidariophanes luculenta
- Cidariophanes muscosa
- Cidariophanes oppositata
- Cidariophanes ordinata
- Cidariophanes ornata
- Cidariophanes perrubrescens
- Cidariophanes persaturata
- Cidariophanes projectata
- Cidariophanes proteria
- Cidariophanes psittacaria
- Cidariophanes saturata
- Cidariophanes stellaris
- Cidariophanes subflavata
- Cidariophanes triangulifera
- Cidariophanes triquetra
- Cidariophanes versipennis
- Cidariophanes viridifascia
- Cidariophanes zofra
- Cidariophanes zurra